# L'Affaire de Lady Sannox
L'Affaire de Lady Sannox (The Case of Lady Sannox en version originale) est une nouvelle d'Arthur Conan Doyle parue pour la première fois dans la revue The Idler en novembre 1893, avant d'être reprise dans le recueil Sous la lampe rouge (Round the Red Lamp) en 1894.
La nouvelle a été traduite pour la première fois en français en 1906 et publiée par Félix Juven sous le titre Amant, mari et médecin, puis le texte a connu une nouvelle traduction au début des années 1920 sous le titre L'Horrible agonie de Lady Sannox. La nouvelle a ensuite été traduite par Bernard Tourville pour l'édition intégrale des œuvres d'Arthur Conan Doyle éditée par Robert Laffont, sous le titre L'Affaire de Lady Sannox. Les éditions Actes Sud ont également publié en 2005 la nouvelle dans une réédition du recueil Sous la lampe rouge sous le titre L'Histoire de Lady Sannox selon une traduction de Christine Le Bœuf.

## Trame
Un jour, la société mondaine londonienne apprend avec étonnement que Lady Sannox, réputée pour sa beauté, n'apparaîtra plus en public et que le célèbre chirurgien Douglas Stone, qui était son amant, s'est suicidé à son domicile. Le narrateur omniscient raconte alors la mésaventure à l'origine de ce fait divers dramatique.
Un soir peu avant le drame, Douglas Stone reçoit un client turc originaire de Smyrne, de passage à Londres pour y vendre des antiquités orientales. Parmi ces antiquités se trouve un couteau empoisonné avec lequel sa femme s'est blessée accidentellement à la lèvre. Le client turc demande à Douglas Stone de venir immédiatement chez lui pour opérer sa femme en lui sectionnant la lèvre avant que le poison ne se diffuse. Douglas Stone accepte cette mission inhabituelle lorsque son client lui propose la somme de 100 livres sterling.
Arrivé chez son client, le chirurgien trouve la femme en question endormie par une forte dose d'opium. Sa tête et son visage sont dissimulés par un litham qui laisse néanmoins apparaître ses yeux et sa bouche. Comme demandé, Douglas Stone sectionne une partie de la lèvre de la femme de son client tout en sachant que celle-ci sera défigurée par l'opération.
La douleur de l'opération réveille la femme et celle-ci arrache son voile en portant une main à sa bouche. Douglas Stone reconnaît alors Lady Sannox. Son client, débarrassé de sa fausse barbe turque, se révèle être Lord Sannox. Ce dernier explique avoir voulu donner une leçon à sa femme et à son amant en organisant cette macabre opération.